# Timorwielewaal
De timorwielewaal (Oriolus melanotis) is een zangvogel uit de familie Oriolidae (Wielewalen en vijgvogels).

## Verspreiding en leefgebied
Deze soort is endemisch op Timor, Roti en Semau (Kleine Soenda-eilanden)

## Status
De grootte van de populatie is niet gekwantificeerd maar de soort wordt omschreven als schaars. Op de Rode lijst van de IUCN heeft deze soort de status niet bedreigd.